# Micracosmeryx macroglossoides
Micracosmeryx macroglossoides är en fjärilsart som beskrevs av Clayton Dissinger Mell 1922. Micracosmeryx macroglossoides ingår i släktet Micracosmeryx och familjen svärmare. Inga underarter finns listade i Catalogue of Life.